# قنطورس X-3
إكس-3 قنطورس Centaurus X-3 هو نباض أشعة سينية يقع في كوكبة قنطورس فترتة 4.84 ثانية.وهو أول نباض أشعة سينية يتم أكتشافة، وثالث مصدر أشعة سينية يتم أكتشافة في كوكبة قنطورس.. ويتكون النظام من نجم نيوتروني يدور حول نجم عملاق ضخم من نوع O- يطلق عليه نجم كريزمينسكي نسبة لمكتشفة ووجسيتش كرزيمينسكي.تتراكم مادة النجم العملاق على النجم النيتروني، مما يؤدي إلى انبعاث الأشعة السينية.

## تاريخ
رصد إكس-3 قنطورس لأول مرة خلال تجارب مصادر الأشعة السينية الكونية التي أجريت في 18 مايو 1967. وقد أجريت هذه القياسات الأولية للأشعة السينية باستخدام صاروخ تجارب. وفي عام 1971، أجريت عمليات رصد إضافة باستخدام القمر أوورو.أظهرت عمليات رصد القمر أوورو أن معدل النبضات يبلغ 4.84 ثانية، مع تقلب في الفترة قدرة 0.02 ثانية. . في وقت لاحق، أصبح من الواضح أن التغيرات في الفترة يليها منحنى جيبي 2.09 يوم حول الفترة 4.84 ثانية. وتعزى هذه الاختلافات في وقت وصول النبضات إلى تأثير دوبلر الناجم عن الحركة المدارية للمصدر، وهذا دليل على الطبيعة الثنائية للنجم إكس-3 قنطورس.
وعلى الرغم من البيانات المفصلة من الساتل أوورو فيما يتعلق بالفترة المدارية للثنائي، وفترة النبض في نطاق الأشعة السينية وكذلك الكتلة الدنيا للنجم الغامض، ظل العنصر البصري غير مكتشف لمدة ثلاث سنوات. ويرجع ذلك جزئيا إلى أن إكس-3 قنطورس يكمن في مستوى المجرة في اتجاه ذراع رامي القوس اللولبي، ، ولذلك تجبر عمليات الرصد على التفريق بين عشرات الأجسام الخافتة. وقد تم أخيرا تحديد إكس-3 قنطورس مع نجم متغير خافت محمر بشدة، يقع فقط خارج قطاع البحث الذي تنبأت به ملاحظات أوورو . وتمت تسمية النجم المرئي في وقت لاحق نسبة لمكتشفة عالم الفلك بولندا فوجتيك كرزيمينسكي.

## روابط خارجية
- Spin frequency history of Cen X-3
- Cen+X-3